# SNCF Z 800
De Z 800, is een treinstel van het type BDeh 4/8, een zogenaamde lichtgewichttrein voor het regionaal personenvervoer van de Société nationale des chemins de fer français (SNCF).

## Geschiedenis
Het treinstel werd door Vevey Technologies (sinds 1998 onderdeel van Bombardier Transport) ontwikkeld voor smalspoorlijnen.

## Constructie en techniek
Het treinstel is opgebouwd uit een aluminium frame met een frontdeel van GVK. Deze treinstellen kunnen tot drie stuks gecombineerd rijden. De treinstellen zijn uitgerust met luchtvering. Het treinstel heeft een stroomafnemer voor bovenleiding en voor derde rail. Het treinstel heeft tandradaandrijving (tandradsysteem Strub) voor een tweetal tandstaafdelen tussen Martigny en Le Châtelard. Op deze plaatsen is een derde rail in plaats van een bovenleiding aanwezig.

## Treindiensten
Het treinstel wordt door de Ligne de Savoie (LdS) en de Transports de Martigny et Régions (TMR) ingezet op de volgende trajecten:
- Martigny – Le Châtelard – Vallorcine
- Saint-Gervais-les-Bains-Le Fayet - Vallorcine

## Foto's

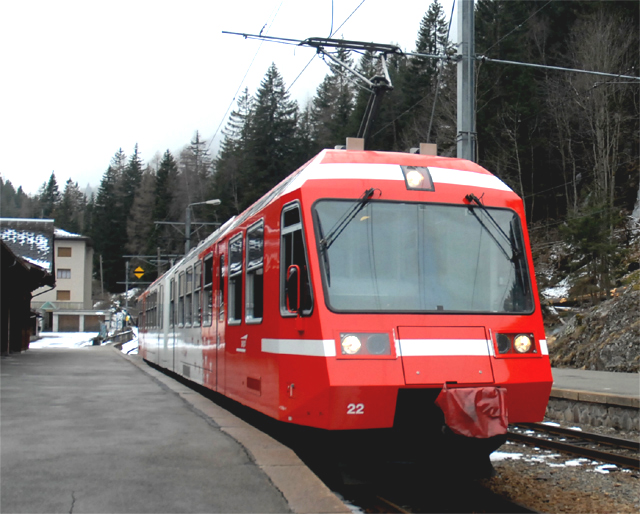
treinstel BDeh 4/8 - 822/821 op 6 februari 2007 te Le Châtelard VS
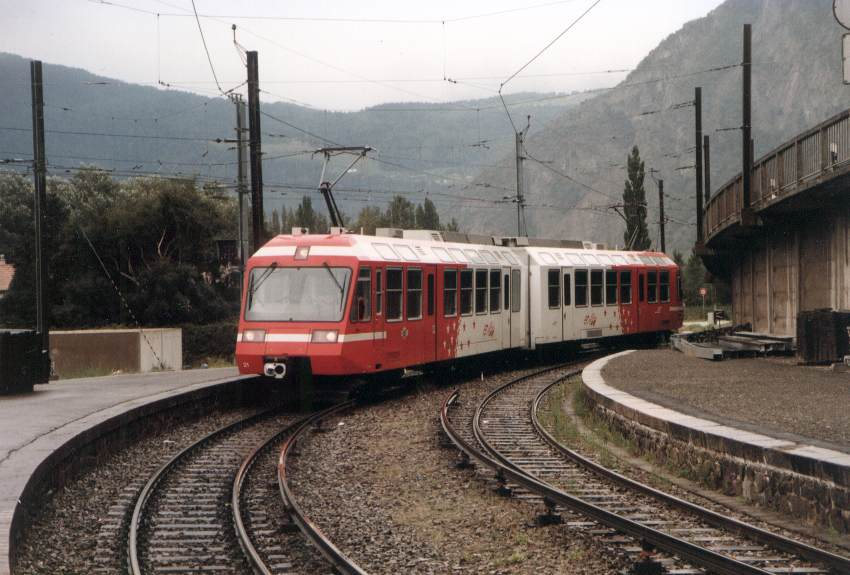
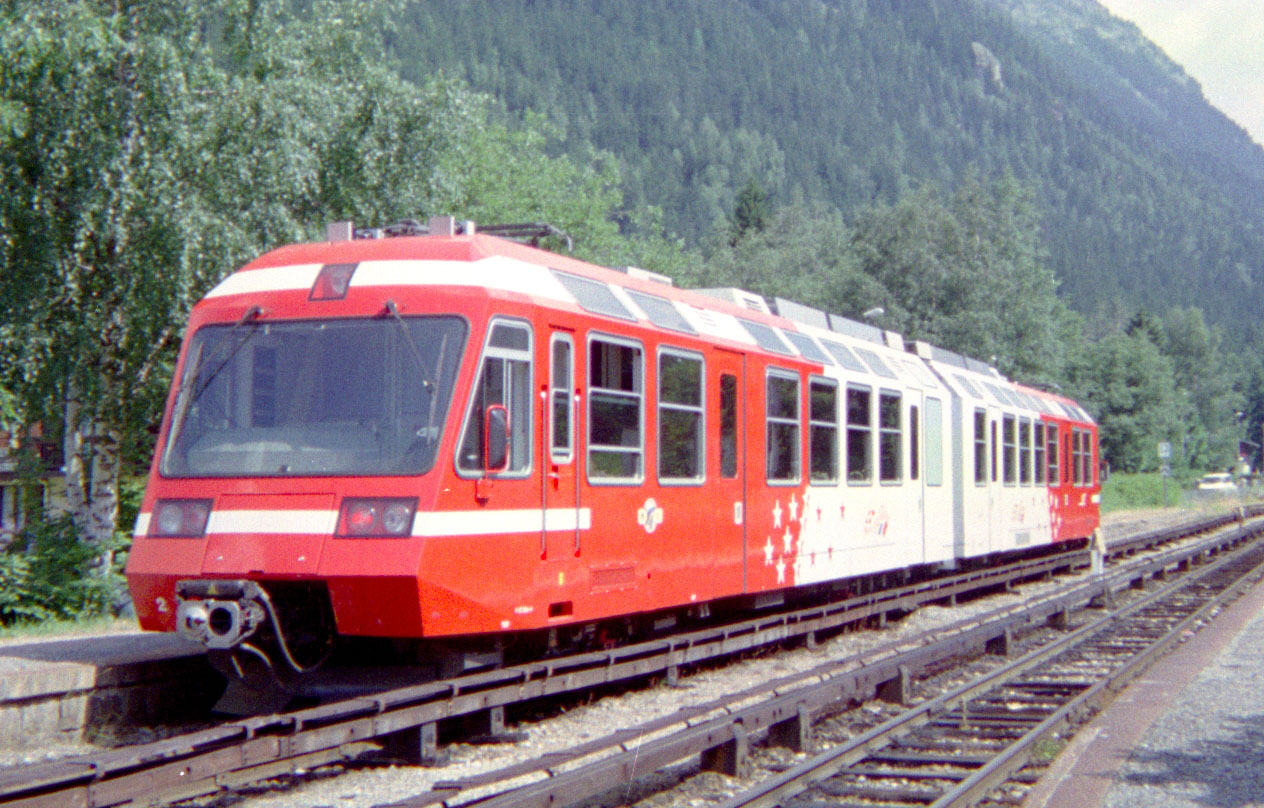